# 大田病院 (東京都)
大田病院（おおたびょういん）は、社会医療法人財団城南福祉医療協会が東京都大田区大森東に設置する病院。

## 概要
救急告示病院であり、大田病院の外来受付は救急外来、一般外来は附属大森中診療所と分業している。
NPO法人卒後臨床研修評価機構(JCEP)や、公益財団法人日本医療機能評価機構の認定病院である。
全日本民主医療機関連合会（民医連）に加盟している。

## 診療科
(この節の出典)
※2002年4月より、外来は大田病院附属大森中診療所へと分業化された(大田病院の外来診療部門)。したがって、診療科については大森中診療所について記載する。
- 内科
- 外科
- 整形外科
- 耳鼻咽喉科
- 皮膚科
- 小児科
- 泌尿器科
- 眼科
- 婦人科
- 呼吸器内科
- 循環器内科
- 消化器内科
- 腎臓内科
- 糖尿病外来
- 血液内科
- 神経内科
- 漢方外来
- 精神科

## 医療機関の認定
(この節の出典)
- 保険医療機関
- 労災保険指定医療機関
- 生活保護法指定医療機関
- 臨床研修病院（基幹型[7]）
- 原子爆弾被害者一般疾病医療取扱医療機関
- 指定自立支援医療機関（更生医療）
- 身体障害者福祉法指定医の配置されている医療機関
- 在宅療養支援病院
- DPC対象病院
- 難病の患者に対する医療等に関する法律に基づく指定医療機関
- 難病の患者に対する医療等に関する法律に基づく指定医の配置されている医療機関
- 無料低額診療事業実施医療機関
- このほか、各種法令による指定・認定病院であるとともに、各学会の認定施設でもある。

## 特徴
病院の理念により、差額ベッド料（個室料）を徴収していない。

## 交通アクセス
- 京浜本線「大森町駅」下車 徒歩10分
- 京浜本線「梅屋敷駅」下車 徒歩13分
- JR京浜東北線「大森駅」から京浜急行バス「大森東5丁目行」「森ケ崎行」「羽田空港行」乗車「大森東中学校前」停留所下車徒歩2分

## 周辺
- 大田区立大森東中学校
- 大田区立大森第一小学校
- さわやか信用金庫大森支店
- 貴舩神社